# Corryocactus ayopayanus
Corryocactus ayopayanus ist eine Pflanzenart in der Gattung Corryocactus aus der Familie der Kakteengewächse (Cactaceae). Das Artepitheton ayopayanus verweist auf das Verbreitungsgebiet in der bolivianischen Provinz Ayopaya. Ein spanischer Trivialname ist „Tamakaña“.

## Beschreibung
Corryocactus ayopayanus wächst strauchig, ist von der Basis aus verzweigt und erreicht Wuchshöhen von 1 bis 1,5 Meter. Die zylindrischen trübgrünen Triebe weisen Durchmesser von 3 bis 3,5 Zentimeter auf. Es sind vier bis fünf bis zu 1 Zentimeter hohe Rippen vorhanden. Die die zehn bis 13 nach allen Seiten gerichteten Dornen lassen sich nicht in Mittel- und Randdornen unterscheiden. Die kürzesten sind bis zu 0,5 Zentimeter, die mittleren 1,5 bis 2 Zentimeter und die längsten 3 bis 5 Zentimeter lang. Manchmal wird ein bis zu 5 Zentimeter langer Mitteldorn ausgebildet.
Die breit trichterförmige, lachsrosafarbenen bis rötlichen Blüten erscheinen an den Triebspitzen. Sind bis zu 6 Zentimeter lang und erreichen Durchmesser von 7 Zentimeter. Die kugelförmigen, gelblichen grünen Früchte sind bedornt und erreichen einen Durchmesser von etwa 3 Zentimeter.

## Verbreitung und Systematik
Corryocactus ayopayanus ist in der bolivianischen Provinz Ayopaya in Höhenlagen von etwa 2700 Metern verbreitet.
Die Erstbeschreibung erfolgte 1952 durch Martín Cárdenas.

## Nachweise